# ビーチクラフト 1900

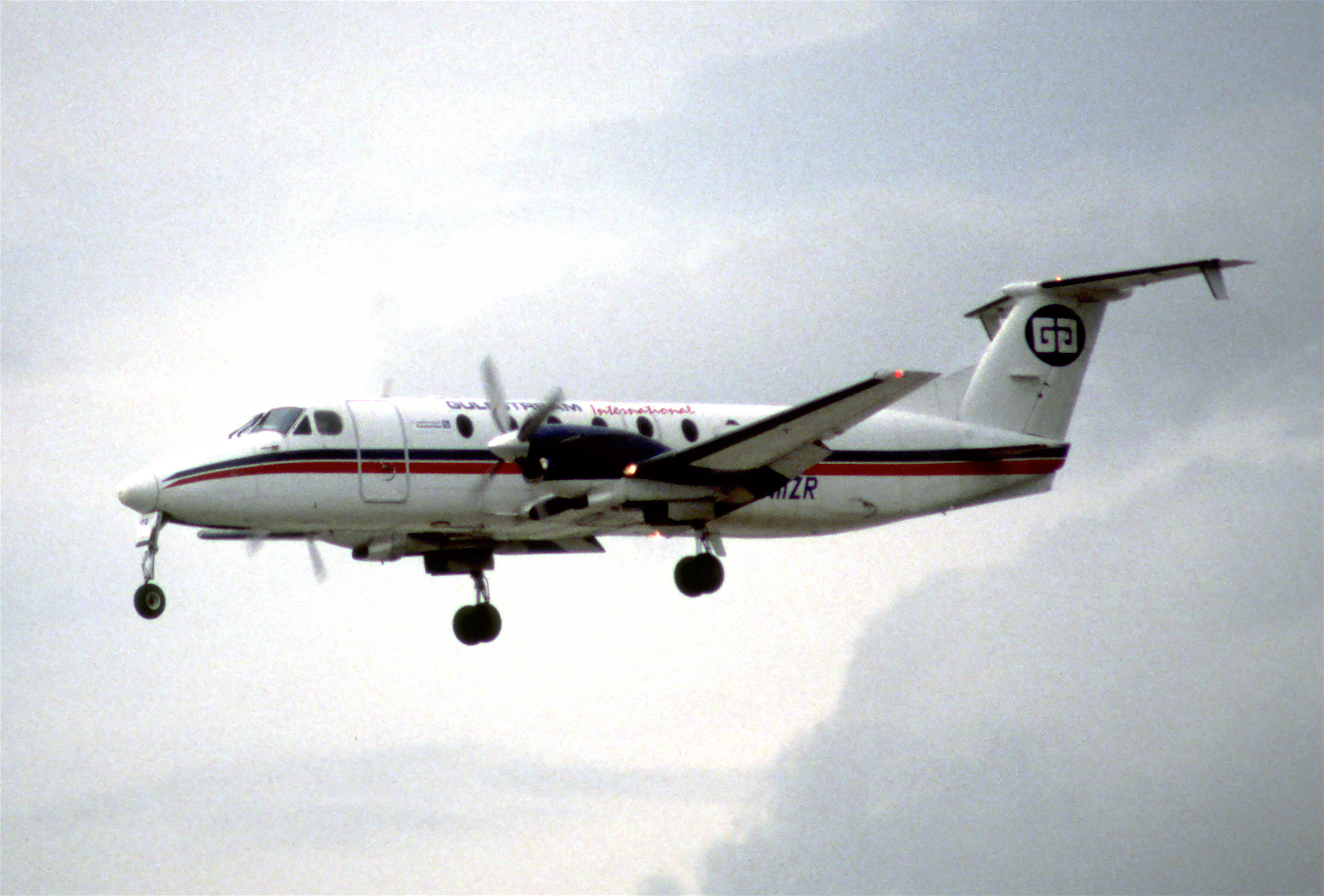
ビーチクラフト 1900C

ビーチクラフト 1900（英語: Beechcraft 1900）は、アメリカ合衆国で製造された双発ターボプロップコミューター旅客機。短い滑走路から離着陸できるため、民間だけでなく軍隊でも運用されている。なお、開発したメーカーはビーチクラフト社だが、レイセオンの子会社レイセオン・エアクラフト・カンパニーを経て、現在はホーカー・ビーチクラフトと変遷しているため、書籍によってはレイセオン・ビーチ 1900といった表記もある。

## 概要
ビーチクラフトでは多くのビジネス用の小型機の開発・販売を行ってきたが、ビーチクラフト キングエアをベースに15座席としたコミューター機ビーチクラフト99 エアライナーをさらに進歩させたのが、ビーチクラフト 1900である。初飛行は1982年9月3日。
機体は、キングエア200を基に胴体を延長して19座席とし、後部胴体に貨物室と大型カーゴドアを設置。後部胴体側面にはスタビロンと呼ばれる小さな固定式補助水平尾翼翼面を追加、水平尾翼（T字尾翼）にはテイルレットと呼ばれる下向きのウィングレットが取り付けられた。そのほかのフレームはキングエア200とほぼ共通だったが、重量増に伴い強化されていた。装備エンジンはプラット・アンド・ホイットニー・カナダ社製PT6A-65Bターボプロップエンジンで、後の改良型ではPT6A-67Dに強化された。
1983年11月に形式証明を取得し、主にアメリカを中心に導入され、2002年に製造終了するまでに695機が完成した。また軍用としても多くが運用されており、アメリカ軍仕様のC-12Jは在日米軍も使用している。

## 派生型

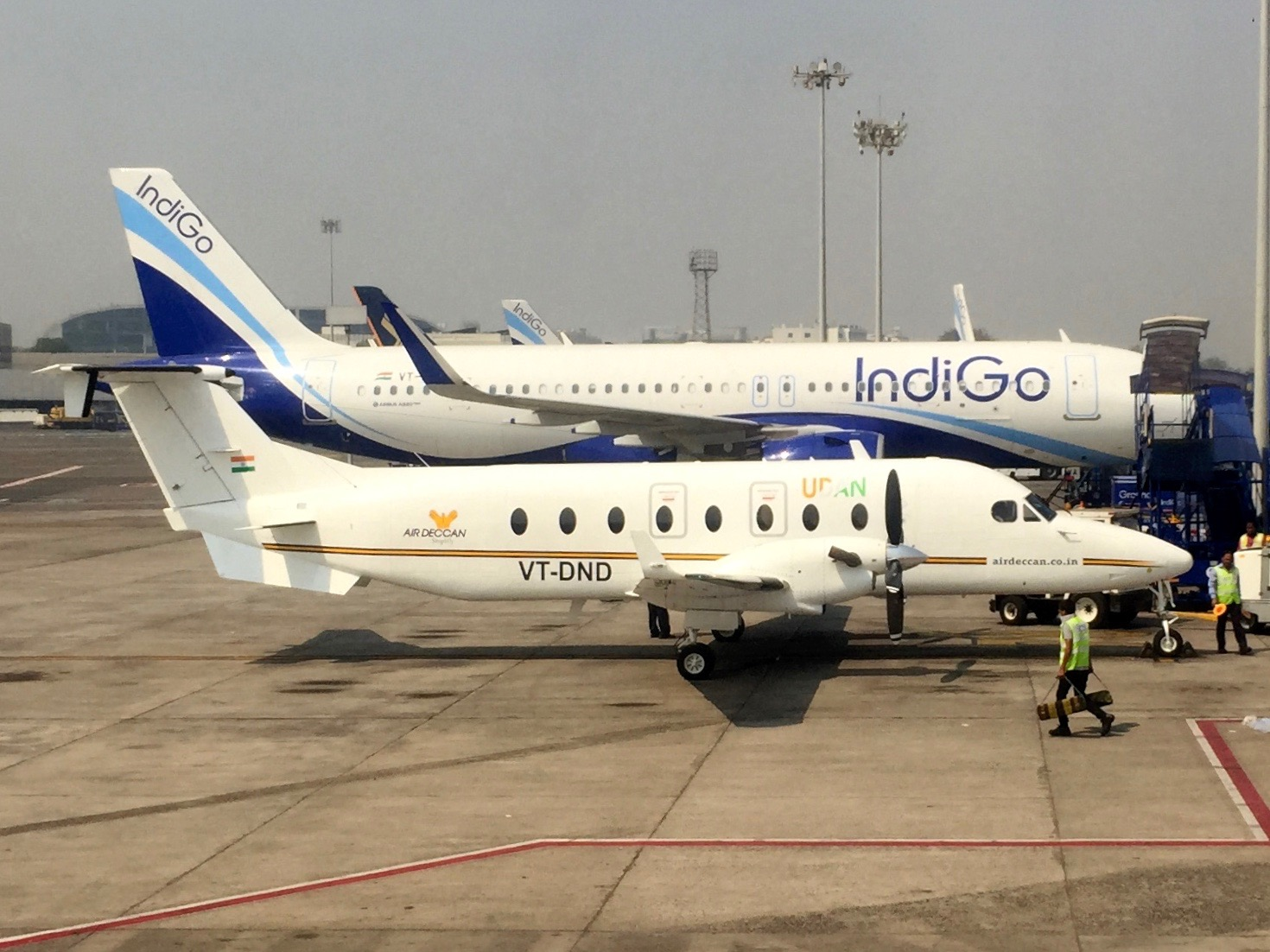
エア・デカンの1900D型機（ムンバイ空港）

1900
試作型。5機製造。
1900C
最初の量産型。後部キャビン左側に貨物ドアを装備。
1900C-1
主翼内の燃料容量を増加。
1900D
キャビンの天井をかさ上げして、機内で人が立ち上がれるようになった。また、客室窓と乗降ドアの大型化、主翼端へのウィングレット追加、PT6A-67Dへのエンジン換装などが行われた。

## 導入先

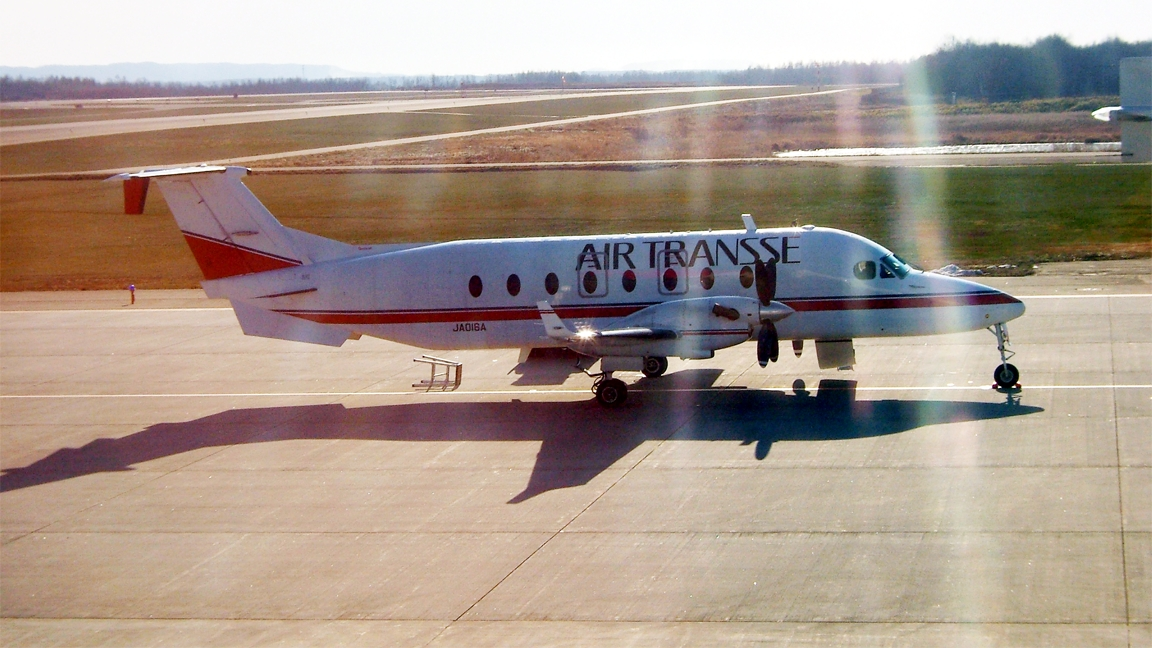
エアトランセ社所有のビーチクラフト 1900D型機（とかち帯広空港にて）

エア・デカンでは2機の1900Dで地方都市の路線を結んでいる。
日本の航空会社では貨物航空会社のオレンジカーゴと旅客航空会社のエアトランセがある。オレンジカーゴは貨物機として1900Cを4機導入したが、要員不足から来る事業計画の縮小・破綻により運航中止となった。エアトランセは1900Dを3機導入し、かつては定期航空路に就航させていた。同社の事業内容が航空機レンタルに事業内容が変わってからも引き続き2機を保有している。

## 諸元 (1900D)
- 乗員：2名
- 乗客：19名
- 機体長：17.63 m
- 翼幅：17.67 m
- 機体高：4.72 m
- 乾燥重量：4,831 kg
- 最大離陸時重量：7,668 kg
- エンジン：プラット・アンド・ホイットニー・カナダ PT6A-67D　955 kW × 2
- 最高速度：480 km/h
- 航続距離：2,776 km
- 実用上昇限度：7,600 m (25,000 ft)